# Sievekingia reichenbachiana
Sievekingia reichenbachiana är en orkidéart som beskrevs av Robert Allen Rolfe. Sievekingia reichenbachiana ingår i släktet Sievekingia och familjen orkidéer. Inga underarter finns listade i Catalogue of Life.

## Bildgalleri

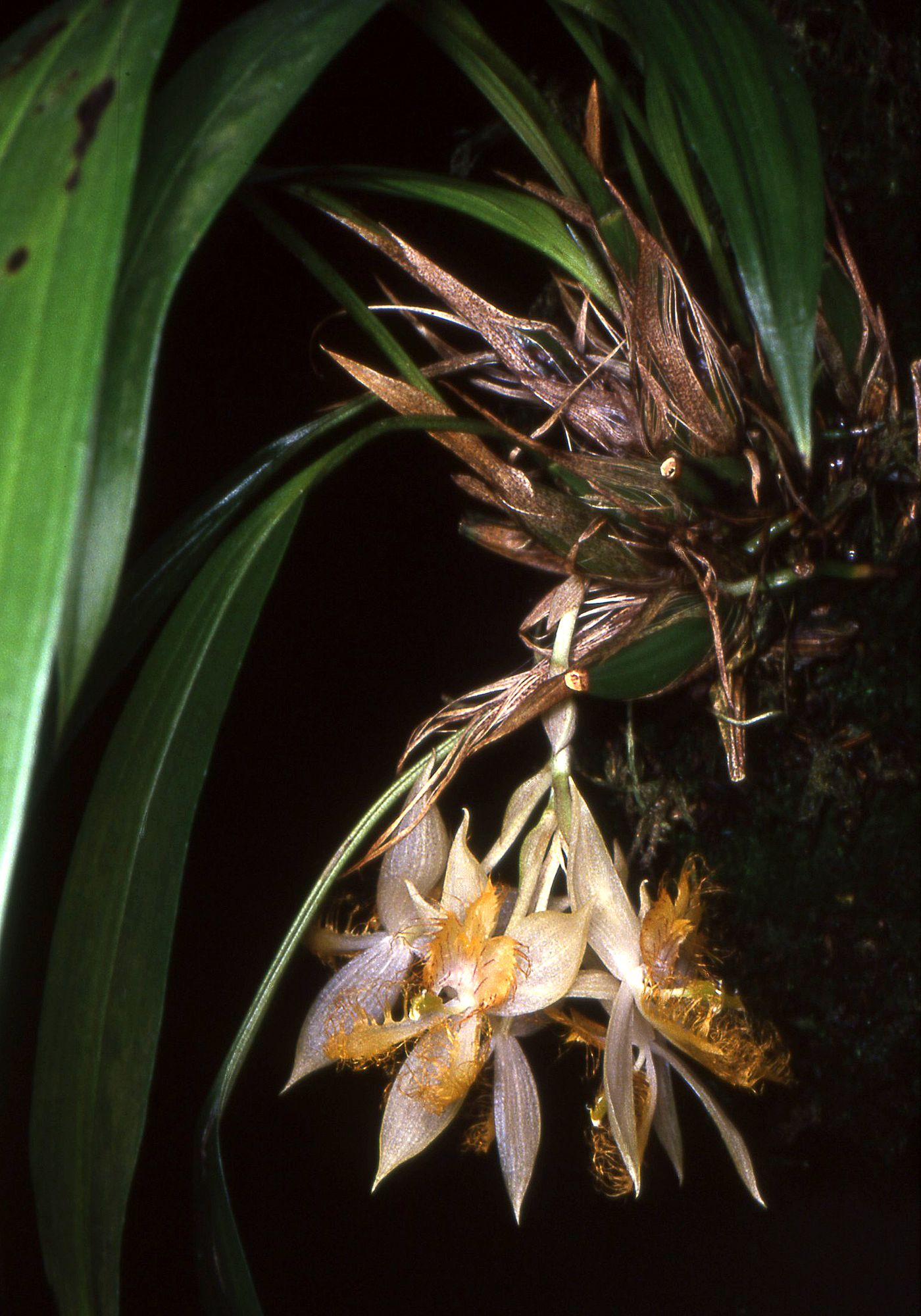
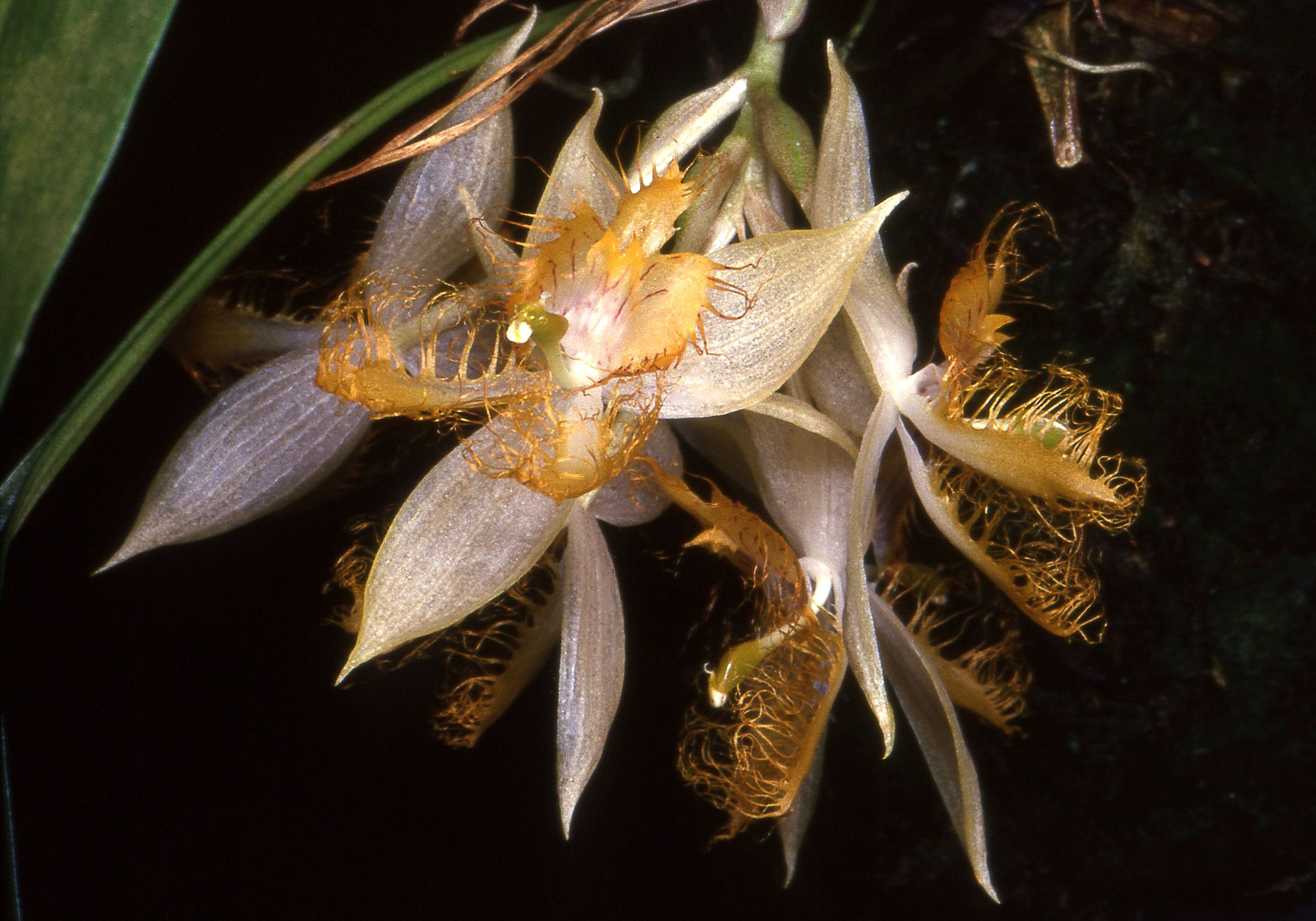
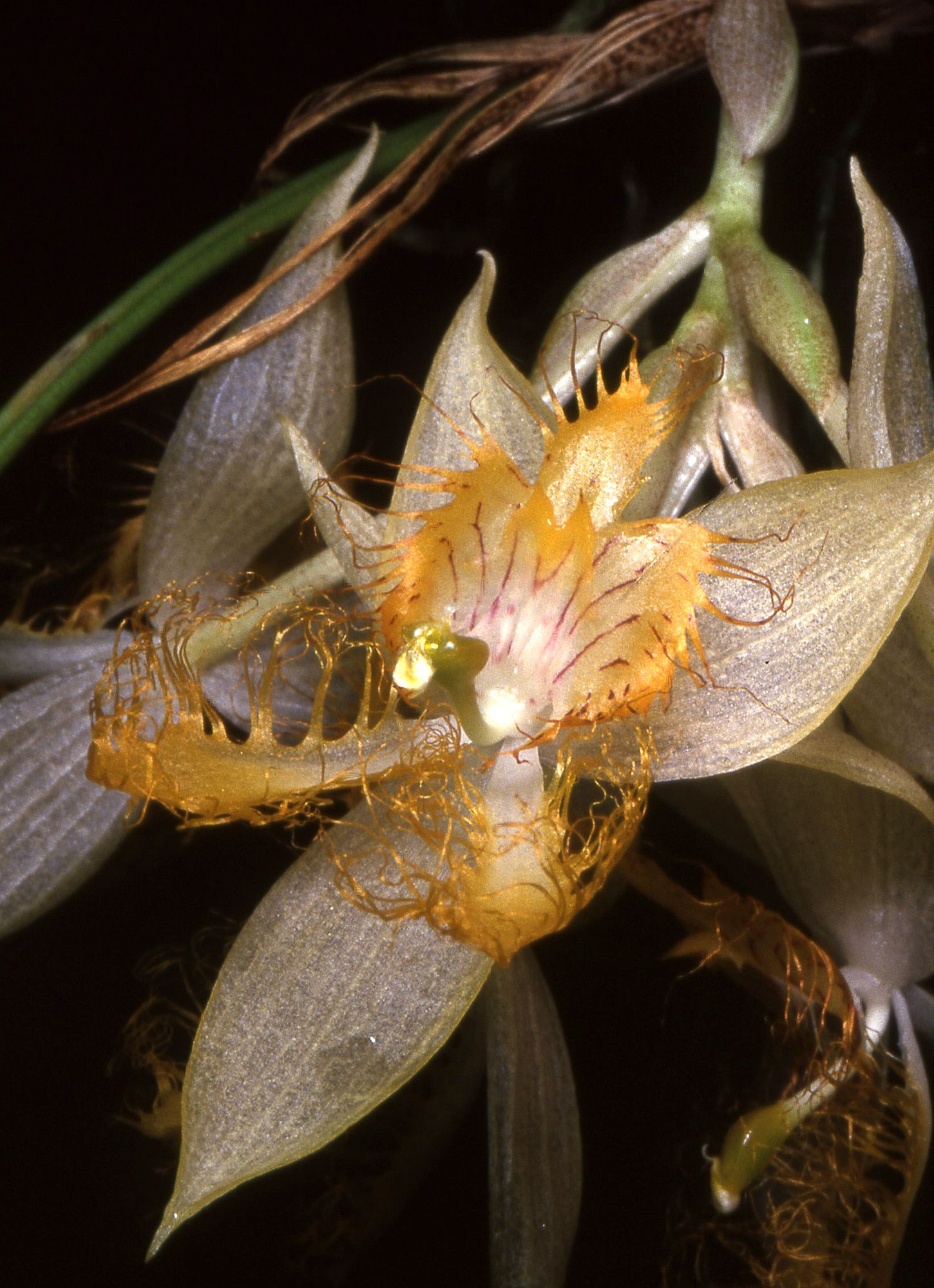